# Hormiga reina

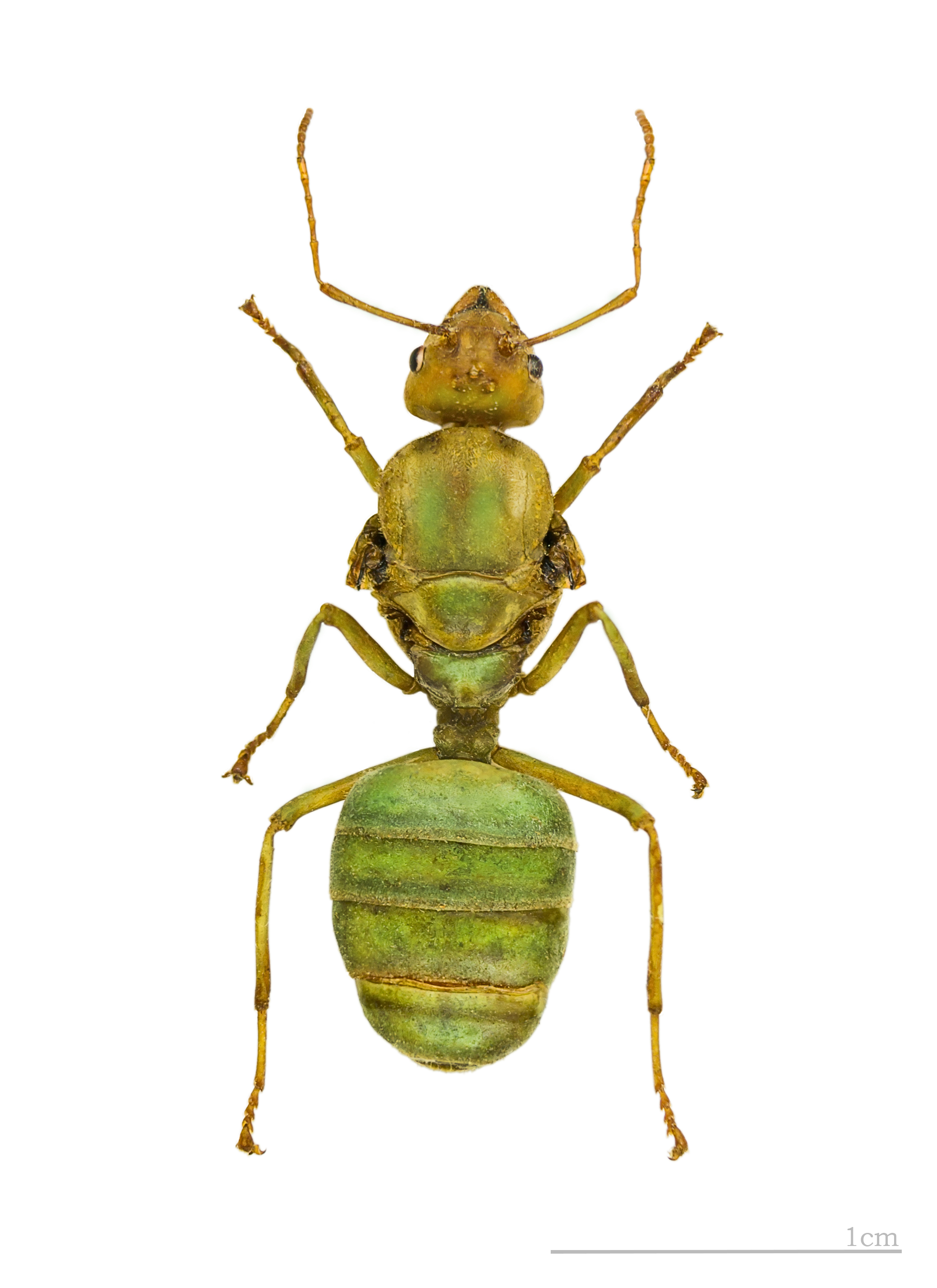
Reina de la especie Oecophylla smaragdina que ha perdido sus alas

Una hormiga reina (formalmente conocida como gina) es una hormiga hembra adulta y reproductora de una colonia de hormigas; suele ser la madre de todas las demás hormigas de esa colonia. Algunas hormigas hembra, como las Cataglyphis, no necesitan aparearse para tener descendencia, reproduciéndose mediante partenogénesis asexual o clonación, y todas esas crías serán hembras. Otras, como las del género Crematogaster, se aparean en un vuelo nupcial. Las hormigas reinas descendientes de la mayoría de las especies se desarrollan a partir de larvas especialmente alimentadas para llegar a la madurez sexual.
Dependiendo de la especie, puede haber una sola reina madre, o potencialmente cientos de reinas fértiles. No todas las colonias de hormigas tienen una reina. Algunas colonias tienen múltiples reinas.
Las hormigas reinas son los únicos miembros de una colonia que ponen huevos. Tras aparearse, pueden producir miles, a veces millones, de huevos a lo largo de su vida. Una reina de Lasius niger fue mantenida en cautividad por el entomólogo alemán Hermann Appel durante 28 3⁄4 años; también una Pogonomyrmex owyheei tiene una longevidad máxima estimada de 30 años en el campo.

## Ciclo vital

### Desarrollo
Las hormigas pasan por cuatro etapas de desarrollo: huevo, larva, pupa (a veces capullo, llamado metamorfosis según la especie) y adulto. Las larvas no tienen patas, pero son capaces de algunos movimientos menores, como inclinar la cabeza hacia una fuente de alimento cuando se alimentan. Durante esta fase, el nivel de cuidados y alimentación que reciben las larvas determina su forma adulta final. Cuando los recursos son escasos, todas las larvas se convertirán en obreras; sin embargo, si el progenitor de una colonia que se reproduce sexualmente tiene abundantes alimentos, algunas de las larvas recibirán mejor alimentación que otras y se convertirán en hembras aladas, sexualmente maduras, destinadas a abandonar la colonia. En esta fase, las hembras aladas son conocidas como «hormigas princesa».

### Primeros años de vida

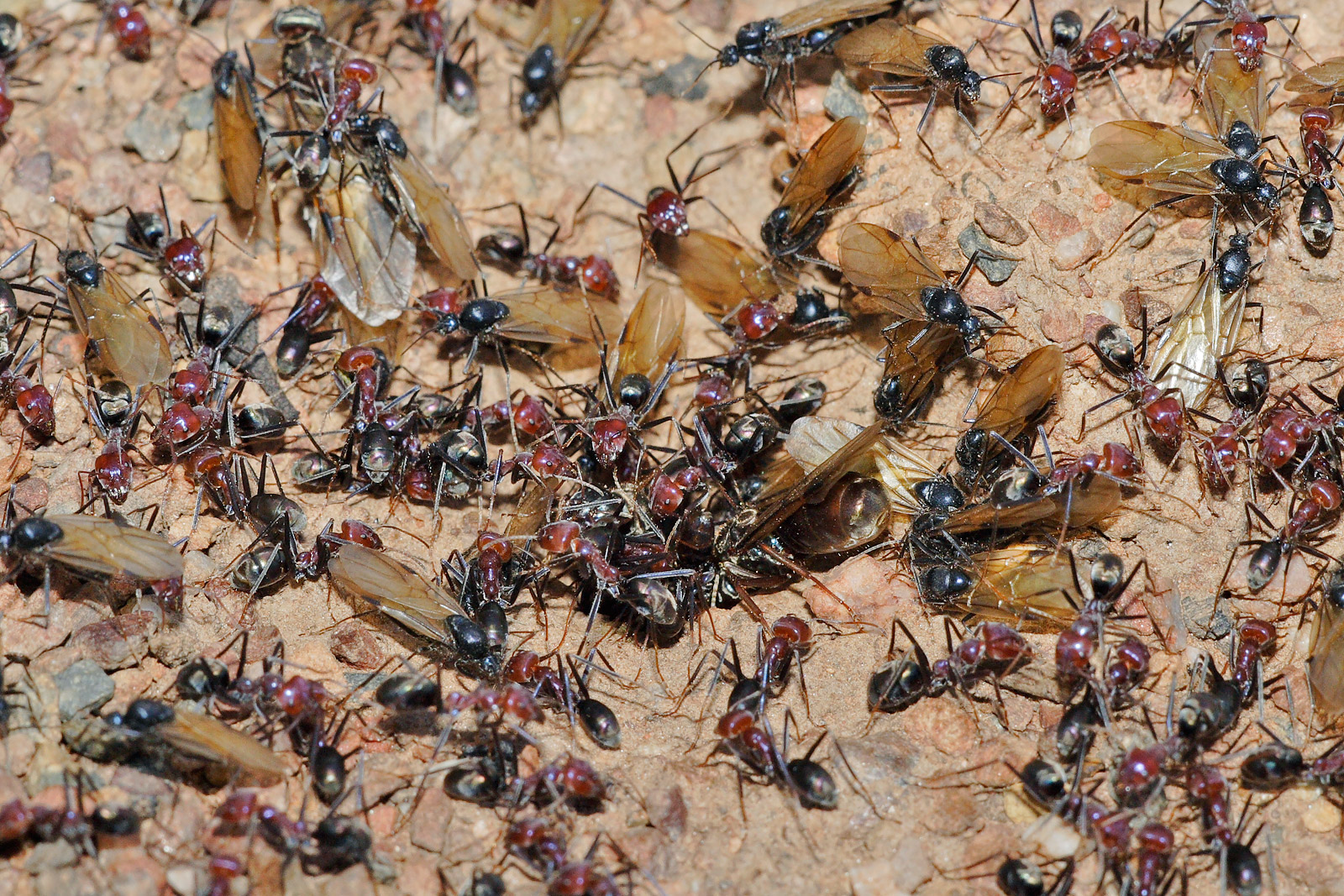
Hormigas aladas (Iridomyrmex purpureus) saliendo del nido en preparación para el vuelo nupcial

Cuando las condiciones son cálidas y húmedas después de la lluvia, y el viento es mínimo, masas de hormigas aladas que se reproducen sexualmente u «hormigas voladoras» abandonarán su nido matriz y emprenderán el vuelo. Los vuelos de apareamiento se producen simultáneamente en todos los nidos de hormigas de la especie concreta. Las hormigas «reinas» hembras volarán una larga distancia, durante la cual se aparearán con al menos un macho alado de otro nido. Éste transfiere el esperma al receptáculo seminal de la reina y luego muere. Una vez apareada, la «reina» intentará encontrar una zona adecuada para iniciar una colonia y, una vez encontrada, se desprenderá de sus alas.

### Una colonia establecida

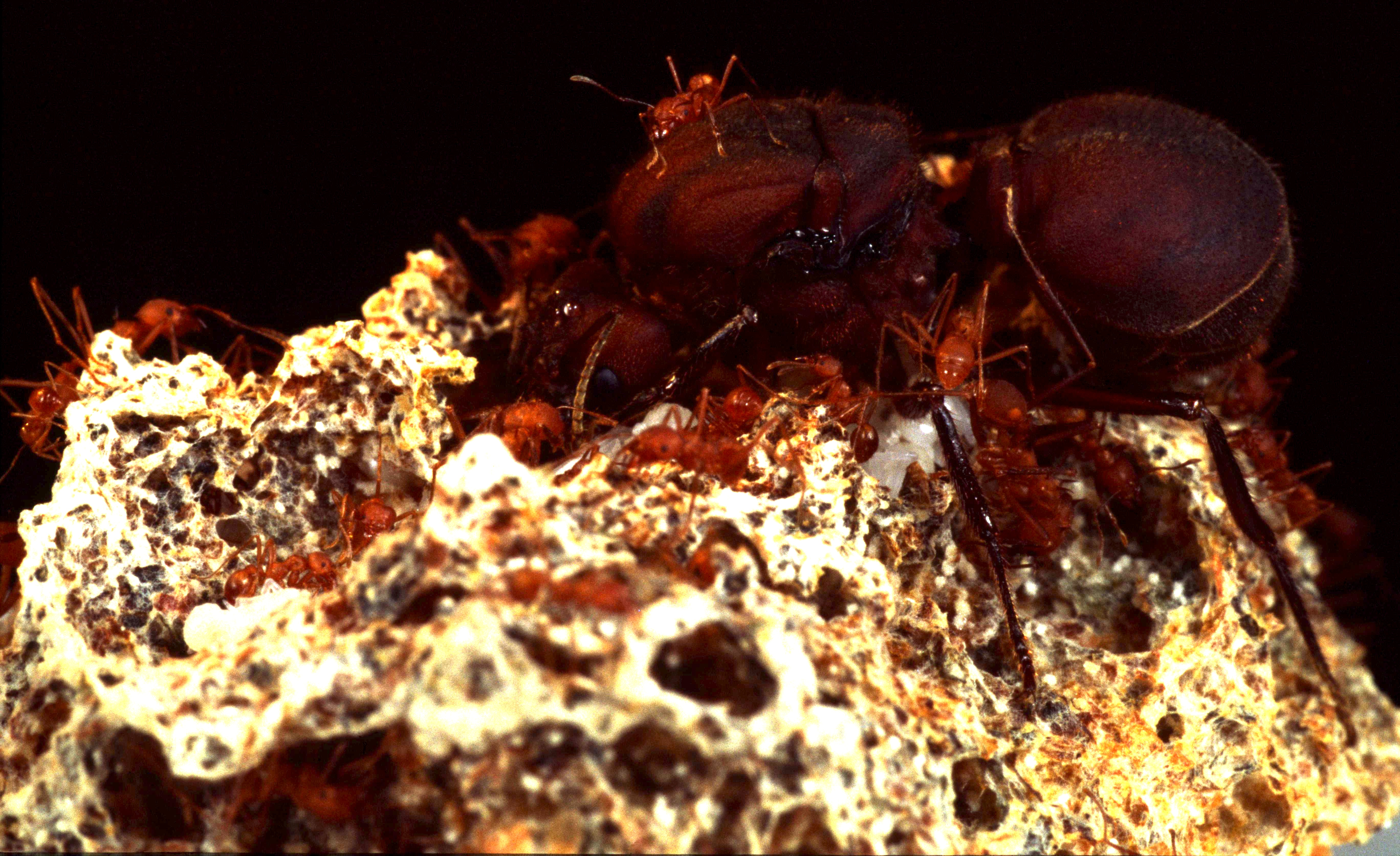
Reina de la hormiga cortadora de hojas (Atta colombica) con hormigas obreras y larvas sobre un hongo que cultivan.

Una vez establecida la colonia, las hormigas obreras satisfacen las necesidades de la reina, como darle de comer y eliminar sus desechos. Dado que la estructura social de las hormigas es muy compleja y las hormigas individuales son relativamente simples, puede considerarse que una colonia de hormigas es un único organismo y que las hormigas individuales son células o miembros del organismo, ya que los individuos rara vez pueden sobrevivir por sí solos. En una colonia, algunas hormigas pueden no estar emparentadas con la reina o reinas, como cuando se captura una cría en una incursión y se cría como propia de la colonia.

### Reproducción
Una vez que la colonia se ha establecido, la hormiga reina pone huevos continuamente. Entre las especies que se reproducen sexualmente, la reina utiliza selectivamente los espermatozoides retenidos del vuelo nupcial, poniendo huevos fecundados o no fecundados en función de las necesidades cíclicas de la colonia; el sexo de cada hormiga individual viene determinado por si el huevo está fecundado o no. Los huevos fecundados se convierten en hormigas obreras hembras y los no fecundados se desarrollan como machos; si los huevos fecundados y las pupas están bien nutridas, pueden llegar a convertirse en reinas.
Este sistema de determinación del sexo, la haplodiploidía, es válido en general para todos los himenópteros: hormigas, abejas y avispas. Sin embargo, unas pocas especies de hormigas no se reproducen sexualmente, y los miembros de estas colonias clonales son todos hembras.

### Reinas longevas
Se compararon los patrones de expresión de genes implicados en la reparación de daños en el ADN o en las proteínas entre reinas y obreras de la hormiga Lasius niger emparejadas por edad. La expresión de estos genes aumentó con la edad, y a los dos meses este aumento, tanto en las patas como en el cerebro, fue significativamente mayor en las reinas que en las obreras. Esta diferencia en la expresión de genes reparadores entre reinas y obreras sugiere que la mayor longevidad de las reinas de L. niger se debe, en parte, a una mayor inversión en la reparación del ADN y las proteínas.